# Aaptos vannamei
Aaptos vannamei är en svampdjursart som beskrevs av de Laubenfels 1935. Aaptos vannamei ingår i släktet Aaptos och familjen Suberitidae. Inga underarter finns listade i Catalogue of Life.